# 금발이 너무해 2
《금발이 너무해 2》(Legally Blonde 2: Red, White & Blonde)는 2003년에 개봉한 미국의 코미디 영화로 《금발이 너무해》의 후편으로 제작됐다. 리즈 위더스푼이 다시금 엘 우즈 역으로 출연했으며 이외에도 루크 윌슨, 샐리 필드, 레지나 킹, 브루스 맥길 등 여러 역할을 맡은 배우가 그대로 참여했다. 영국과 일본, 한국에서는 영화 제목이 조금 다르다.
영화에서는 장소가 워싱턴으로 되어있지만 실제로는 유타주의 솔트레이크시티 및 일리노이주에서 이뤄졌다.

## 줄거리
주인공인 엘 우즈는 1탄에서처럼 그녀의 강아지인 브루저를 끔찍이 사랑하는 주인이다. 하버드 로스쿨에서 JD 학위를 취득하고 로펌에서 일하게 된 그녀는 브루저와 브루저의 엄마 개를 찾아주고 자신의 결혼식을 올리려던 중 화장품 회사에 동물 실험군으로 브루저의 엄마가 잡혀있는 사실을 알아낸다. 엘은 동물 실험을 막기 위해서 해당 회사와 이런 실험을 하는 회사 목록을 알아내는 한편 다시금 브루저의 엄마가 잡혀있다는 사실을 알아낸다. 회사측에 부당함을 피력하려던 그녀는 결국에 쫓겨나고 만다. 이에 엘은 보스턴을 떠나 예비 남편과 함께 워싱턴으로 가기로 결심한다. 더군다나 브루저의 엄마가 화장품 실험실에 있다는 사실을 알게 되자 너무도 분해서 "말할 수 없는 동물의 목소리"를 내기 위해 스스로 나서기로 결심한다.
그녀는 의회 대변인인 빅토리아 러드와 만나 얘기하지만 워싱턴 정가의 의원들에 의해 처참히 무너진다. 의회에 나타난 "금발의 바비 인형"이라 불리면서 자신있게 도전한 그녀는 이에 너무도 좌절하고 만다. 점점 엘은 정치세력과 맞서야 되는 자신의 처지에 대해 지쳐가기 시작한다. 그러던 중 엘은 브루저를 개 스파에 데려가 게이임을 알게 된다. 상대 개는 상원 의원 스탠 막스의 개였다. 또 여성 국회의원 리비 하우저가 전작에 나온 여대생들의 모임인 델타 누 회원이었음을 알게 되고 리비는 엘을 지원하기로 한다.
또 한가지 사실은 다른 여의원이던 러드가 엘의 주장을 저지하려 하고 있다는 사실이었다. 러드는 영화에는 결코 등장하지 않는 후원 세력인 밥의 주장을 지지하기 위해 엘을 견제하고 있던 참이었다. 하지만 어느 날 협박 메일을 받게 된 러드는 엘의 청원서를 받아들일 것과 자신의 행적을 고백하게 된다. 엘의 청원서는 계속해서 성공 가도를 달리게 되고 그녀의 개 브루저의 이름을 딴 "브루저 법안"도 정계를 타고 침투하기 시작한다. 결혼을 하기로 한 그녀의 모습은 바로 드러나지 않지만 마지막 장면에서 백악관을 지나가던 그녀는 다음 장소는 여기라면서 지나쳐간다.

## 배역
- 리즈 위더스푼 : 엘 우즈 역
- 샐리 필드 : 빅토리아 러드 의원 역
- 레지나 킹 : 그레이스 로지스터 역
- 제니퍼 쿨리지 : 폴레트 역
- 브루스 맥길 : 스탠 막스 역